# Oxford Tower
Oxford Tower (známý též jako Elektrim či Intraco II) je mrakodrap v polské Varšavě. Má 42 nadzemních podlaží a výšku 140 metrů (s anténou 150). Byl dokončen v roce 1979 podle společného projektu, který vypracovali architekti Jerzy Skrzypczak, H. Świergocka-Kaim a Wojciech Grzybowski. V budově se nachází kancelářské prostory třídy B, ale i přesto jsou velmi žádané, hlavně kvůli poloze a výšce budovy.